# Schlett András
Schlett András magyar közgazdász, történész, szociológus. Az államháztartástan és világgazdaságtan professzora, a Pázmány Péter Katolikus Egyetem Jog- és Államtudományi Karán a Heller Farkas Közgazdasági Intézetének habilitált docense. 2018-tól a Pázmány Alapítvány kuratóriumának elnöke.
Főbb kutatási területei a 20. századi magyar gazdaság- és társadalomtörténet, a gazdaságpolitika kulcskérdéseinek tanulmányozása és a mezőgazdaság modernizálásával összefüggő problémák vizsgálata.